# I quattro cavalieri dell'Apocalisse (film 1921)
I quattro cavalieri dell'Apocalisse (The Four Horsemen of the Apocalypse) è un film muto del 1921 diretto da Rex Ingram, tratto dall'omonimo romanzo di Vicente Blasco Ibáñez. Interprete principale del film fu Rodolfo Valentino che divenne famoso grazie ad esso.
Fu il film col maggiore incasso nell'anno 1921.
Nel 1995 è stato scelto per la conservazione nel National Film Registry della Biblioteca del Congresso degli Stati Uniti.

## Trama
Madariaga, un ricco latifondista argentino, ha due figlie. Una si sposa con il francese Marcelo Desnoyers, amante dell'arte e della democrazia; la seconda con Karl von Hartrott, un tedesco autoritario e militarista. Entrambe le figlie danno alla luce un erede maschio, ma Madariaga ha una forte predilezione per Julio, figlio di Marcelo, un sognatore vivace e bellissimo.
Alla morte del vecchio patriarca, dopo aver diviso equamente l'eredità, la famiglia si divide e i Desnoyers vanno a vivere a Parigi mentre i von Hartrott si stabiliscono a Berlino. Julio, diventato pittore, si innamora perdutamente di Marguerite, una donna sposata, facendo scoppiare un grosso scandalo e, inoltre, allo scoppio della prima guerra mondiale si rifiuta di indossare la divisa e di partire per il fronte.
Tuttavia gli eventi incalzano. Il villaggio dove suo padre Marcelo si è rifugiato con tutti i suoi tesori artistici viene dato alle fiamme, mentre la sua amata Marguerite si è arruolata volontariamente come crocerossina per curare anonimamente il marito, diventato cieco in battaglia. La sua vita è stata sconvolta e a Julio non resta che andare a combattere sapendo che dall'altra parte del fronte troverà suo cugino. Una notte, i due cugini si troveranno di fronte uno all'altro nella terra di nessuno. Ambedue avranno un momento di esitazione e verranno spazzati via entrambi da un colpo di cannone.

## Produzione
Il film fu girato nel Gilmore Ranch a Fairfax (Los Angeles) dalla Metro Pictures Corporation

## Distribuzione
Il film, distribuito dalla Metro Pictures Corporation, uscì in prima a New York il 6 marzo 1921.

### Date di uscita
IMDb
- edizione in DVD - Silent Era DVD

- USA	6 marzo 1921	 (New York City, New York)
- Portogallo	31 marzo 1923
- Finlandia	2 dicembre 1923
- USA  2006   DVD
- USA  2009   DVD
- USA 2010   DVD

Alias
- The Four Horsemen of the Apocalypse	USA (titolo originale)
- Die vier Reiter der Apokalypse	Austria / Germania
- Az apokalipszis négy lovasa	    Ungheria
- Czterech jezdzców Apokalipsy	Polonia
- I quattro cavalieri dell'apocalisse  	Italia
- Los cuatro jinetes del apocalipsis	Spagna
- Os Quatro Ginetes do Apocalipse	Portogallo